# کراسنودنب-کاسمه
کراسنودنب-کاسمه (به لهستانی:  Krasnodęby-Kasmy) یک روستا در لهستان است که در گمینا سوکوووف پودلاسکی واقع شده‌است.